# متعدد وجوه منتظم
في الفضاء ثلاثي الأبعاد، متعدد الوجوه المنتظم (بالإنجليزية: Regular polyhedron)‏ هو متعدد وجوه جميع وجوهه متعددات أضلاع منتظمة من نفس النوع. على سبيل المثال، عشروني وجوه منتظم هو عشروني وجوه جميع جوانبه مثلثات متساوية الأضلاع.
متعددات الوجوه المنتظمة المحدبة خمسة، لا أقل ولا أكثر. وتسمى المجسمات الأفلاطونية وهي رباعي الوجوه وسداسي الوجوع وثماني الوجوه واثنا عشري الوجوه وعشروني الوجوه.

## في الطبيعة

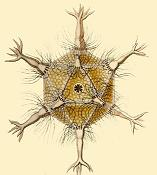
فصيلة من الشعوعيات، على شكل عشريني أوجه.